# Сюмейє Коч
Сюмейє Коч (тур. Sümeyye Koç; нар. 18 червня 1995, Анкара) — турецька письменниця.
Закінчила бакалаврську освіту з історії мистецтва в Університеті Сакар'я.
Авторка роману «Херджаї» (тур. Hercai).
Написаний нею роман став основою для однойменного телевізійного серіалу «Hercai» («Херджай»), відомому в Україні під назвою «Вітер кохання».